# Spatholobus
Genre
Spatholobus est un genre de plantes à fleurs dicotylédones de la famille des Fabaceae, sous-famille des Faboideae, originaire des régions tropicales d'Asie, qui comprend une trentaine d'espèces acceptées.

## Liste d'espèces
Selon The Plant List (27 novembre 2018) :
- Spatholobus acuminatus Benth.
- Spatholobus albus Wiriad. & Ridd.-Num.
- Spatholobus apoensis Elmer
- Spatholobus auricomus Ridd.-Num.
- Spatholobus auritus Ridd.-Num.
- Spatholobus biauritus C.F. Wei
- Spatholobus bracteolatus King
- Spatholobus crassifolius Benth.
- Spatholobus discolor Wei
- Spatholobus dubius Prain
- Spatholobus ferrugineus (Zoll. & Moritzi) Benth.
- Spatholobus gengmaensis Wei
- Spatholobus gyrocarpus Benth.
- Spatholobus harmandii Gagnep.
- Spatholobus hirsutus Wiriad. & Ridd.-Num.
- Spatholobus latibractea Ridd.-Num.
- Spatholobus latistipulus Merr.
- Spatholobus littoralis Hassk.
- Spatholobus macropterus Miq.
- Spatholobus maingayi King
- Spatholobus merguensis Prain
- Spatholobus multiflorus Wiriad. & Ridd.-Num.
- Spatholobus oblongifolius Merr.
- Spatholobus parviflorus (DC.) Kuntze
- Spatholobus persicinus Ridl.
- Spatholobus pottingeri Prain
- Spatholobus pulcher Dunn
- Spatholobus purpureus Prain
- Spatholobus ridleyi King
- Spatholobus sanguineus Elmer
- Spatholobus sinensis Chun & T.C. Chen
- Spatholobus suberectus Dunn
- Spatholobus uniauritus Wei
- Spatholobus viridis Wiriad. & Ridd.-Num.